# Joker: Folie à Deux
Joker: Folie à Deux is een Amerikaanse muzikale psychologische thriller uit 2024, geregisseerd door Todd Phillips. De film is het vervolg op Joker (2019) en gebaseerd op de gelijknamige superschurk uit de Batman-stripverhalen. De hoofdrollen worden vertolkt door Joaquin Phoenix, Lady Gaga en Zazie Beetz.

## Verhaal
Nadat hij Murray Franklin live op televisie heeft vermoord, wordt Arthur Fleck opgesloten in het Arkham State Hospital, waar hij Harley Quinzel ontmoet. De twee worden verliefd en ervaren muzikale waanzin, terwijl Flecks volgelingen een beweging starten om hem te bevrijden uit Arkham.

## Rolverdeling
| Acteur                | Personage                            |
| --------------------- | ------------------------------------ |
| Joaquin Phoenix       | Arthur Fleck / Joker                 |
| Lady Gaga             | Harleen "Lee" Quinzel / Harley Quinn |
| Brendan Gleeson       | Jackie Sullivan                      |
| Catherine Keener      | Maryanne Stewart                     |
| Zazie Beetz           | Sophie Dumond                        |
| Steve Coogan          | Paddy Meyers                         |
| Harry Lawtey          | Harvey Dent                          |
| Leigh Gill            | Gary Puddles                         |
| Ken Leung             | Dr. Victor Liu                       |
| Jacob Lofland         | Ricky Meline                         |
| Bill Smitrovich       | Rechter Herman Rothwax               |
| Sharon Washington     | Debra Kane                           |
| Alfred Rubin Thompson | Ernie Bullock                        |
| Connor Storrie        | jonge gevangene                      |
| Gregg Daniel          | muziekleraar                         |
| Stephen Stanton       | Stan L. Brooks (stem)                |

## Productie
Joker uit 2019 was bedoeld als een op zichzelf staande film zonder vervolg, maar omdat hij US$ 1,079 miljard opbracht (met een budget tussen $ 55 en 70 miljoen), maakte Warner Bros. plannen om een "DC Black" te lanceren, een lijn van DC Comics- gebaseerde films die geen verband houden met de DC Extended Universe-franchise en met donkerder, meer experimenteel materiaal, vergelijkbaar met de stripuitgever "DC Black Label". Terwijl regisseur Todd Phillips in augustus 2019 zei dat hij geïnteresseerd zou zijn in het maken van een vervolg, afhankelijk van de prestaties van de film en of Phoenix geïnteresseerd was, verduidelijkte hij later dat de film niet bedoeld was om een vervolg te hebben.
Na een aantal geruchten in de voorgaande jaren kondigde Tod Phillips in juni 2022 aan dat het vervolg in ontwikkeling was, met een script van hem en Scott Silver. Er werd ook onthuld dat de film de titel Joker: Folie à Deux zou dragen. In februari 2023 bevestigde James Gunn, CEO van DC Studios, dat Folie à Deux een "DC Elseworlds-project" zou zijn dat zich zou afspelen buiten het DC Universe (DCU).

### Filmopnames
De belangrijkste filmopnames begonnen op 10 december 2022 met Lawrence Sher als cameraman. Er werd in maart 2023 buiten gefilmd in Los Angeles en New York. De "Arkham Asylum"-scènes werden gefilmd in het verlaten Essex County Isolation Hospital in New Jersey. In april 2023 vonden de opnames plaats in de "Joker Stairs", de trap aan West 167th Street in de Bronx die prominent aanwezig was in de eerste film. De opnames werden officieel afgerond op 5 april 2023. De film is volledig opgenomen met IMAX-gecertificeerde digitale camera's.

### Muziek
Hildur Guðnadóttir componeerde de filmscore net zoals in de eerste film. De film zal naar verwachting ten minste vijftien muzieknummers bevatten, allemaal covers van reeds bestaande nummers, op mogelijk een of twee originele nummers na. Een van de nummers die werden opgenomen is "That's Entertainment!" uit The Band Wagon (1953).

## Release en ontvangst
Joker: Folie à Deux ging op 4 september 2024 in première op het Filmfestival van Venetië in de competitie voor de Gouden Leeuw. De bioscooprelease in Noord-Amerika staat gepland voor 4 oktober 2024. De film kreeg overwegend negatieve kritieken van de filmcritici, met een score van 32% op Rotten Tomatoes, gebaseerd op 354 beoordelingen.

### Kassaopbrengsten
Joker: Folie à Deux ging op 4 oktober 2024 in de Amerikaanse bioscopen in première met de verwachting van een bruto opbrengst in het openingsweekend van 55 à 60 miljoen Amerikaanse dollars in 4102 bioscopen. De film bracht uiteindelijk 40 miljoen dollar op in zijn openingsweekend en eindigde daarmee op de eerste plaats aan de kassa. Op 6 oktober 2024 had de film, samen met de opbrengst van 81,1 miljoen dollar in de andere gebieden, een totale opbrengst van 121,1 miljoen dollar.

## Prijzen en nominaties
De belangrijkste:
| Jaar | Prijs                    | Categorie    | Genomineerde(n) | Uitslag     |
| ---- | ------------------------ | ------------ | --------------- | ----------- |
| 2024 | Filmfestival van Venetië | Gouden Leeuw | Todd Phillips   | Genomineerd |